# La Chapelle-d'Alagnon
La Chapelle-d'Alagnon är en kommun i departementet Cantal i regionen Auvergne-Rhône-Alpes i mitten av Frankrike. Kommunen ligger  i kantonen Murat som ligger i arrondissementet Saint-Flour. År 2022 hade La Chapelle-d'Alagnon 258 invånare.

## Befolkningsutveckling
Antalet invånare i kommunen La Chapelle-d'Alagnon
Referens:INSEE